# Nichols & Shepard Company

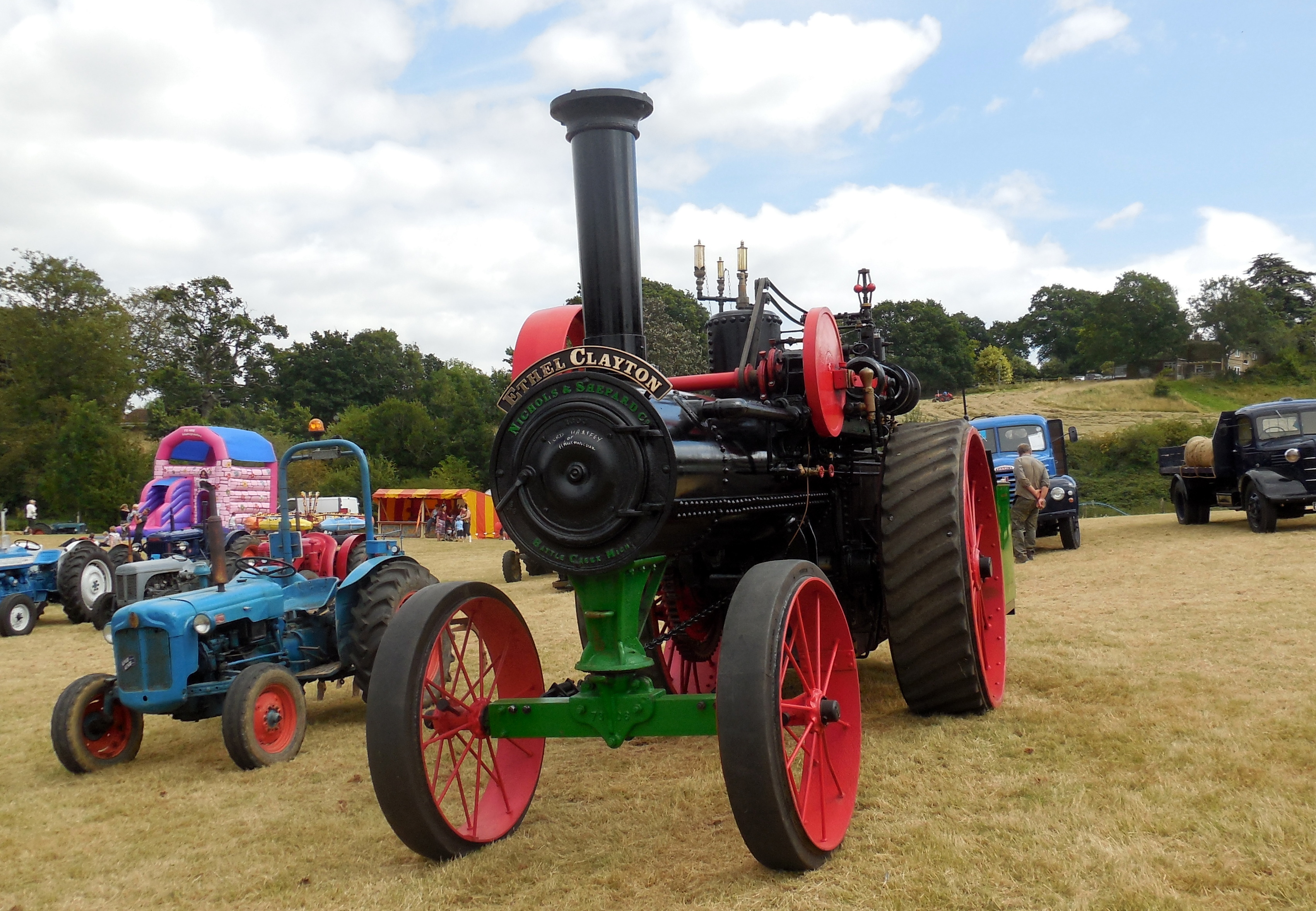
Traktor von Nichols & Shepard

Nichols & Shepard Company war ein US-amerikanischer Hersteller von landwirtschaftlichen Geräten.

## Unternehmensgeschichte
Das Unternehmen wurde 1848 in Battle Creek in Michigan gegründet. Genannt werden die Personen John Nichols und Charles Shepard. Sie stellten landwirtschaftliche Geräte her. Später folgten Traktoren. Zwischen 1910 und 1911 entstanden einige Automobile, die als Nichols & Shepard vermarktet wurden.
1929 erfolgte die Übernahme durch die Oliver Farm Equipment Company.

## Personenkraftwagen
Die Personenkraftwagen hatten einen Ottomotor.